# Cô gái và gã khổng lồ
Cô gái và gã khổng lồ (tên gốc tiếng Anh: Colossal) là một phim điện ảnh hài kịch đen khoa học viễn tưởng năm 2016 do Nacho Vigalondo đạo diễn và biên kịch. Phim có sự tham gia của Anne Hathaway, Jason Sudeikis, Dan Stevens, Austin Stowell và Tim Blake Nelson, xoay quanh câu chuyện về Gloria, một cô gái nghiện rượu thất bại trong cuộc sống, khám phá ra mối liên hệ kì bí giữa những hành động của mình và một con quái vật khổng lồ đang tàn phá Seoul.
Cô gái và gã khổng lồ được ra mắt tại Liên hoan phim quốc tế Toronto 2016. Phim được công chiếu tại các rạp chiếu tại Mỹ vào ngày 7 tháng 4 năm 2017, và tại Việt Nam vào ngày 21 tháng 4 năm 2017. Được bấm máy trong sáu tuần với kinh phí 15 triệu USD tại Vancouver, phim chỉ thu về 4,3 triệu USD tiền doanh thu, tuy vậy nhưng phim vẫn nhận được nhiều lời khen ngợi từ giới chuyên môn.

## Nội dung
Gloria (Anne Hathaway) là một cô gái đã rơi vào cảnh thất nghiệp và mới chia tay người yêu cũ Tim (Dan Stevens). Đối mặt với những thất bại kể cả trên phương diện công việc lẫn tình cảm, Gloria đã trở về thị trấn nơi mà cô đã lớn lên. Tại đây, cô gặp lại Oscar (Jason Sudeikis), một cậu bạn cũ học cùng tiểu học. Oscar đã trở thành một nguồn động viên rất lớn, kể cả về mặt tài chính lẫn tình cảm, cho Gloria.
Và rồi tin tức về một con quái vật khổng lồ đang hoành hành dữ dội ở Seoul đã lan tới. Cả thế giới rung chuyển sau vụ tấn công của nó. Và Gloria cuối cùng cũng đã nhận ra được mức độ tệ hại của những lỗi lầm mà mình đã gây ra. Đó cũng là lúc cô hiểu rằng, để có thể giải quyết được những vấn đề mà mình đang phải đối mặt, cô sẽ phải học cách để trưởng thành, trên tất cả các phương diện.

## Diễn viên
- Anne Hathaway vai Gloria[5]
  - Hannah Cheramy vai Gloria trẻ
- Jason Sudeikis vai Oscar[6]
  - Nathan Ellison vai Oscar trẻ
- Dan Stevens vai Tim[7]
- Austin Stowell vai Joel[8]
- Tim Blake Nelson vai Garth[9]
- Rukiya Bernard vai Marie[10]
- Agam Darshi vai Ash[10]

## Sản xuất
Anna Hathaway là nữ diễn viên đầu tiên nhận tham gia bộ phim khi dự án còn đang gặp khó khăn về mặt tài chính. Hathaway đã được nghe về kịch bản của phim và cảm thấy rằng cô "đang bay trong không gian nghệ thuật mà không ai có thể đặt chân tới". Đạo diễn Jonathan Demme cho cô xem một bản sao của bộ phim A Field in England và sau đó Hathaway nhất trí rằng đó mới chính là kiểu phim mà cô muốn được đóng. Sau khi hỏi người đại diện của Hathaway về một kịch bản tương tự mà cô có thể tham gia, cô đã được gửi xem kịch bản của Cô gái và gã khổng lồ. Hathaway cảm thấy bị cuốn hút bởi thể loại di động của kịch bản, mà sau đó cô đã so sánh nó với Thử làm John Malkovich, một trong những bộ phim mà cô yêu thích.
Trước khi phim được bấm máy, công ty Nhật Bản Toho đã khởi tố hãng Voltage Pictures việc sử dụng hình ảnh quái vật Godzilla từ các loạt phim Godzilla thông qua email và các văn kiện báo chí gửi tới các nhà đầu tư. Mọi việc được hòa giải êm xuôi trong tháng 10 năm 2015. Quá trình quay phim chính của bộ phim cũng được bắt đầu cùng tháng đó tại Vancouver và kết thúc vào ngày 25 tháng 11 năm 2015. Hình dạng quái vật không được tạo ra bằng công nghệ ghi hình chuyển động mà các cảnh diễn xuất của Hathaway được gửi đến đội CG để dựa vào đó thực hiện. Các họa sĩ CG là những người chịu trách nhiệm chính cho tạo hình của quái vật. Đạo diễn Vigalondo giải thích rằng việc này là do anh không có đủ con mắt thẩm mỹ.

## Phát hành
Cô gái và gã khổng lồ được ra mắt tại Liên hoan phim quốc tế Toronto vào ngày 9 tháng 9 năm 2016. Một thời gian ngắn sau đó, một công ty giấu tên đã đạt được quyền công chiếu bộ phim, sau đó được tiết lộ là hãng Neon, một công ty phân phối mới thành lập. Phim cũng được trình chiếu tại Liên hoan phim Sundance vào ngày 20 tháng 1 năm 2017. Cô gái và gã khổng lồ được khởi chiếu rộng rãi vào ngày 7 tháng 4 năm 2017 tại Mỹ. Tại Việt Nam, phim được khởi chiếu vào ngày 21 tháng 4 năm 2017.

## Tiếp nhận

### Doanh thu phòng vé
Phim thu về tổng cộng hơn 3,1 triệu USD tại thị trường Mỹ và hơn 1,1 triệu USD tại các quốc gia và vùng lãnh thổ khác, đưa tổng mức doanh thu toàn cầu lên tới 4,3 triệu USD.

### Đánh giá chuyên môn
Trên hệ thống tổng hợp kết quả đánh giá Rotten Tomatoes, phim nhận được 80% lượng đồng thuận dựa theo 193 bài đánh giá, với điểm trung bình là 7,2/10. Các chuyên gia của trang web nhất trí rằng, "Sự kỳ dị phi lý của Cô gái và gã khổng lồ có thể làm bạn mất phương hướng, nhưng những người xem kiên nhẫn có thể nhận ra sự cuốn hút của thể loại phim khó nhằn này -- và diễn xuất của Anne Hathaway -- là hoàn toàn xứng đáng với cuộc chơi." Trên trang Metacritic, phần phim đạt số điểm 70 trên 100, dựa trên 36 nhận xét, chủ yếu là những lời khen ngợi.
Viết cho trang RogerEbert.com, Matt Zoller Seitz tặng Cô gái và gã khổng lồ 3,5 trên 4 sao kèm lời tựa "dàn diễn viên tuyệt vĩ một cách thầm lặng, và bộ phim luôn biết nó sẽ nói về cái gì và nó muốn nói cái gì." IGN cho bộ phim 7 trên 10 điểm, viết rằng "Nó không phải lúc nào cũng thành công, nhưng khi bộ phim thành công, nó sẽ là một cú nổ lớn – một thể loại phim pha trộn độc nhất và hoàn toàn bản nguyên khác từ bộ óc điên rồ của Nacho Vigalondo." Cây viết Peter Travers từ Rolling Stone tặng bộ phim số điểm 3,5 trên 4, cùng lời nhận xét "Cô gái và gã khổng lồ thực sự không thể bỏ lỡ". Diệu Anh đại diện cho Zing.vn cho Cô gái và gã khổng lồ số điểm 7/10 với lời tặng, "Trở lại màn ảnh với Cô gái và gã khổng lồ, Anne Hathaway khiến số đông phải thốt lên: "Chuyện quái gì đã xảy ra vậy?" sau khi theo dõi bộ phim tâm lý, hài hước pha trộn viễn tưởng này."
Mark Jenkins của NPR viết "Bộ phim càng về cuối, tính trần thuật càng bị phai mờ. Tông nền bị lung lay, và các lỗ hổng nhỏ xuất hiện từ đoạn giữa phim sẽ ngày càng nứt sâu hơn." Rex Reed từ New York Observer thì cho phim 0 trên 4 sao, kèm bình luận "khó hiểu đến nỗi gần như không thể xem nổi".